# Бекбатыров, Сермухамед Бекбатырович
Сермухамед Бекбатырович Бекбатыров (1899, Джамбейтинский уезд, Уральская губерния — ноябрь 1938) — советский государственный и партийный деятель, председатель Казахского отделения Верховного Суда РСФСР (1927—1929).

## Биография
- 1920 г. — заведующий Джамбейтинским уездным отделом народного образования, затем в этом же году политработник РККА,
- 1921 г. — заведующий отделом Уральского губернского комитета, редактор газеты «Кзыл-Ту»,
- 1921—1922 гг. — член президиума Джамбейтинского уездного исполкома и уездного комитета,
- 1925—1926 гг. — заместитель председателя коллегии Казахского отделения Верховного Суда РСФСР,
- 1927—1929 гг. — председатель Казахского отделения Верховного Суда РСФСР,

В октябре 1929 направлен Казахским краевым комитетом ВКП(б) в распоряжение Наркомата рабоче-крестьянской инспекции.
- 1931 г. — заместитель директора САИИНТИ — доцент по теоретической политэкономии, г. Ташкент,
- 1934—1935 гг. — директор Казахстанского института овцеводства,

С февраля 1935 г. — директор Института советского строительства при КазЦИК.
Член Казахского ЦИК (1927—1931). Член Президиума Казахского краевого комитета ВКП(б) (1927—1930).
В 1938 г. был арестован и расстрелян по приговору Военной коллеги Верховного суда СССР. Реабилитирован в феврале 1961 г.